# 太田市立鳥之郷小学校
太田市立鳥之郷小学校（おおたしりつ とりのごうしょうがっこう）は、群馬県太田市鶴生田町にある公立小学校。

## 所在地
- 群馬県太田市鶴生田町83番地2

## 学区
- 大島町1区[1]
- 大島町2区
- 長手町
- 鶴生田町1区
- 鶴生田町2区
- 鶴生田町3区
- 鳥山上町
- 鳥山中町
- 鳥山下町
- 三枚橋

## 学校周辺
- 太田市立西中学校
- 三枚橋駅